# Јавор маљавог цвета
Јавор маљавог цвета (Acer erianthum) име рода је латински назив за јавор, али истовремено је и придев: ācer, ācris, ācre који значи оштар, оштра, оштро вероватно због оштро зашиљених режњева листа већине јавора. Епитет врсте је сложеница од две грчке речи εριον (вуна) и ανϑοϛ (цвет) због маљавог тучка. Acer erianthum је први открио ирски хортикултуриста и синолог Хенри (Augustine Henry, 1857-1930) у Сичуану током 1880-их, а затим га је италијански мисионар Гиралди (Giuseppe Giraldi, 1848-1901) пронашао у покрајини Шенси 1897. Назив је дао немачки ботаничар Шверин  (Fritz Kurt Alexander von Schwerin, 1847-1925) описавши врсту 1901. у Mitteilungen der Deutschen Dendrologischen Gesellschaft. Berlin 10: 59 на основу материјала који му је послао Хенри. Шверин је описао цвет „као мале беле четкице из којих вире само прашници“. Занимљиво је да је овај аутор први описао и жалосну оморику 1920. као форму Picea omorika f. pendula Schwer. мислећи да је има негде у Европи. У кинеском називу јавор маљавог цвета (毛花枫, мао хуа фенг) такође је особина цвета основа за назив.

## Опис врсте
Листопадан жбун или мало дрво, висине до 15 m. Кора је зеленкасто сива; гранчице голе; зимски пупољци ситни са 8 љуспи длакавих уз руб. 
Листови на голим танким петељкама 5-9 cm дигим; лиска папираста, 9-10 × 8-12 cm, адаксијално тамнозелена, гола, абаксијално светлозелена гола осим чуперака белих длачица у пазуху нерава, мрежасте нерватуре, заобљене или срцасте основе, обично са 5 режњева, ретко са 7; режњеви јајасти или тругластоовални, зашиљеног врха, оштро и неравномерно назубљени.
Цветови у  терминалним, усправним андромоноецијским, сложеним метличастим гроздовима, 6-9 × 1-1,8 cm, сомотасто длакавим или голим, са више десетина цветова, који су најгушђи у горње две трећине. Цветне дршке танке  3-4 mm дуге; Цветови око 6 mm са 5 јајастих или широко јајастих чашичних листића, споља сјајни голи, паперјасто длакави дуж ивица и унутра; круница петочлана, објајастих голих латица, нешто краћа од чашице, прашника 8, 3-4 mm дуги код мушких цветова, много краћи код хермафродитних, али дужи од перианта, филаменти голи. Плодник густо сомотасто длакав са жућкастим длачицама, стубић готово го. Цветање у мају, мушки цветови се отварају пре хермафродитних и опадају по полинацији.
Крилате орашице у богатим метлицама 10 cm дугим и 8 cm широким, зеленкастољубичасте, у младости густо сомотасто длакаве, зреле голе; саме орашице скоро округле, пречника око 5 mm, са мрежастом нерватуром. Орашице са крилом дуге 2,5-3 cm и око 1 cm широке. Леђне линије крила заклапају нешто већи угао од 180о, при врху крила затупаста или благо зашиљена. Плодоноси у августу-септембру.

## Ареал
Од природе расте у кинеским провинцијама Гансу (јужно), Гуангси (северно), Хубеј (западно), Шенси (јужно), Сичуан и Јунан, као и суптропским областима јужних и источних Хималаја; у мешовитим шумама од 1000 до 2800 m н.в. То је подручје богато врстама јавора. Тако, на пример, у Сичуану расте 26 врста.
Јавор маљавог цвета се појавио на Западу тек 10 година пошто је описан када је из семена које је послао истраживач и „ловац на биљке“ Вилсон (Ernest Henry Wilson, 1876-1930) произведена садница у ботаничкој башти у Единбургу (Royal Botanic Gardens, Edinburgh) 1911. Године 1968. ово стабло било је високо 3,5 m. До данашњих дана врста је изузетно ретка ван Кине и околних земаља. У САД је интродукован 1936. У Србији је незабележен. 

## Биоеколошке карактеристике
Добро се развија на сунчаним позицијама и у делимичној сенци на добро дренираним земљиштима. Спорог је раста; прилагођен је условима континенталне климе. 

## Значај
С обзиром на малу распрострањеност ван природног ареала има мали значај. Као и већина јавора и јавор маљавог цвета је извор шећерног сирупа.